# Carla's Christmas Carols
Albums par Carla Bley
The Lost Chords find Paolo Fresu
(2007) Trios
(2013)
Carla's Christmas Carols est un album de jazz américain de la pianiste et compositrice Carla Bley et du bassiste Steve Swallow avec le Partyka Brass Quintet, sorti en 2009 chez Watt/ECM.

## Historique
Bien qu'elle ne fête pas Noël, les chants de cette fête font partie de la culture de Carla Bley : son père était organiste d'église, et elle-même a été enfant de chœur et pianiste d'église,.
Bley a eu plusieurs occasions de travailler sur le répertoire des chants de Noël. Dans les années 1960, on lui commande des arrangements de chants de Noël pour un livre destiné aux écoles, elle s'efforce alors de retrouver les harmonies qu'elle a entendues dans son enfance. À la fin des années 1960, le Jazz Composer's Orchestra, composé des meilleurs joueurs d'avant-garde, joue ces arrangements très simples et classiques pour Noël. Dans les années 1980, Bley enseigne dans une école de musique d'avant-garde fondée par Karl Berger, située à Woodstock, la Creative Music Studio. Elle écrit des arrangements décalés de chants de Noël pour ses étudiants. Elle joue également quelques chants en piano solo pour la NPR. Cela fait également des dizaines d'années qu'elle intègre certains chants de Noël dans ses concerts.
Une commande de Michael Kaufmann en 2006 pour la Philharmonie d'Essen a été l'occasion de travailler sérieusement sur ce répertoire,, bien qu'elle ait longtemps repoussé le travail sur cet album. Le résultat est joué à Essen par Carla Bley avec Steve Swallow et le Partyka Brass Quintet en décembre 2006.
En 2008, avec ce groupe et ce répertoire, Bley monte une petite tournée européenne en Italie, en Grèce, en Allemagne (où ont été enregistrés O Holy Night et Joy to the World), en Pologne et en France, où le groupe s'arrête pour enregistrer dans le studio La Buissone à Pernes-les-Fontaines,. 

## À propos de la musique
Carla Bley approche les chants de Noël d'une façon assez traditionnelle, avec des morceaux très connus, mais sans jamais tomber dans la mièvrerie,. Son écriture reste parfaitement reconnaissable et cet album s'inscrit dans une quête de l'épure et de l'économie que l'on entendait déjà sur ses précédents albums.
La mélodie de Away in a Manger (en) est jouée au carillon tubulaire avant d'être jouée à la guitare basse. Au fil des solos, la musique devient phrygienne. 
La suite en deux parties sur God Rest De Merry Gentlemen est un des moments forts de l'album. La première partie est construite sur le rythme à cinq temps de Take Five et explore les dynamiques des cuivres. La deuxième partie au piano évoque la musique d'Erik Satie,,.
It Came Upon a Midnight Clear évoque le swing de La Nouvelle-Orléans.
Deux compositions de Carla Bley font office d'introduction à Jingle Bells. Le premier, Hell's Bells est un morceau hard bop mettant en valeur Steve Swallow et le trompettiste Tobias Weidinger. Après le solo de Bley, le thème de Jingle Bells apparaît, harmonisé de façon kaléïdoscopique. On y entend une citation sarcastique de Santa Claus Is Coming to Town. Suit ensuite Jesus Maria, un morceau de Bley enregistré pour la première fois par Jimmy Giuffre en 1961. Les harmonies aux cuivres de Jesus Maria évoluent vers une danse extatique. Jingle Bells est construit comme une suite jazz miniature, évoluant de La Nouvelle-Orléans à New York.
Le rythme soul de O Holy Night permet à Steve Swallow de se servir du registre aigu de sa guitare basse, pour un résultat profondément émouvant.

## Réception critique
Pour John Fordham (The Guardian), Bley évite les clichés qui sont habitellement réservés aux albums de Noël. Denis Desassis (Citizen Jazz) renchérit : « aux antipodes de toutes les « kitscheries » pseudo-musicales de fin d’année et de leurs grelots agités par de vieux rennes fatigués, ces Carla's Christmas Carols […] nous enchantent par leur climat apaisé ». Pour Jean-Marc Gelin, « évitant tous les pièges de ces chansons dégoulinantes de bonnes intentions chrétiennes que l'on écoute au pied du sapin, Carla Bley donne une autre vie à ces thèmes traditionnels. Il y a là une grande zenitude dans sa façon de concevoir la musique ».
John Kelman écrit dans The Guardian que « les arrangements et le jeu sont si réussis que Carla's Christmas Carols transcende la saison à laquelle ils sont destinés ; l'album apportera également une petite fraîcheur plus que bienvenue à la chaleur de l'été ». Pour Thom Jurek (AllMusic), « les arrangements de Bley sont élégants et parfois excentriques, mais toujours entraînants et amusants, et montrent un amour sincère du matériau de base ».

## Pistes
| No  | Titre                                 | Musique                        | Durée |
| --- | ------------------------------------- | ------------------------------ | ----- |
| 1.  | O Tannenbaum                          | Traditionnel                   | 2:27  |
| 2.  | Away in a Manger (en)                 | James R. Murray                | 5:52  |
| 3.  | The Christmas Song                    | Mel Tormé/Robert Wells         | 5:15  |
| 4.  | Ring Christmas Bells                  | Mykola Leontovich              | 5:47  |
| 5.  | God Rest De Merry Gentlemen, Part One | Traditionnel                   | 4:47  |
| 6.  | God Rest De Merry Gentlemen, Part Two | Traditionnel                   | 5:17  |
| 7.  | It Came Upon a Midnight Clear         | Richard S. Willis/Edmund Sears | 4:52  |
| 8.  | Hell's Bells                          | Carla Bley                     | 5:13  |
| 9.  | Jesus Maria                           | Carla Bley                     | 8:28  |
| 10. | Jingle Bells                          | James Pierpont                 | 3:09  |
| 11. | O Holy Night                          | Adolphe Adam, Placide Cappeau  | 7:31  |
| 12. | Joy to the World                      | Lowell Mason, Isaac Watts      | 1:38  |

## Personnel
- Carla Bley : piano, célesta
- Steve Swallow : guitare basse, carillon tubulaire
- Partyka Brass Quintet[1]
  - Tobias Weidinger : trompette, bugle, Glockenspiel
  - Axel Schlosser : trompette, bugle, carillon tubulaire
  - Christine Chapman : cor
  - Adrian Mears : trombone
  - Ed Partyka : trombone basse, tuba

## Charts
L'album est resté 4 semaines au classement des meilleurs ventes de jazz aux États-Unis, atteignant la 16e place.